# Prolog (limbaj de programare)
Prolog este un limbaj de programare logic (Prolog - Programming in Logic) asociat cu inteligența artificială. 
Originea lui aparține lui Alain Colmerauer de la Universitatea din Marsilia, Franța. Inițial a fost conceput pentru analiză lexicală. Azi există mai multe implementări, atât open source cât și proprietare.
Printre cele mai bune implementări open source existente azi se numără swi-prolog .

## Sintaxă și semantică

### Tipurile de date
Prolog are un singur tip de date numit termen. Termenii pot fi atomi, numere, variabile sau termeni structurați (compuși sau complecși).
- Atomul este o constantă textuală. Exemple de atomi sunt  x ,  ion ,  'Popescu'  și  'un atom' .
- Numerele pot fi întregi sau în virgulă mobilă.
- Variabilele sunt notate printr-un șir de caractere, numere și sublinii și încep cu literă mare sau sublinie. Variabilele seamănă cu cele din logică și țin locul unor termeni arbitrari.
- Termenii structurați sunt formați dintr-un atom numit "functor" și un număr (aritatea) de componente. Exemplu  prieten(andrei,ion) .